# Крешо, Юпитер
Ю́питер Кре́шо (исп. Júpiter Crescio) — уругвайский футболист, нападающий.

## Биография
Юпитер Крешо является воспитанником «Белья Висты» из Монтевидео, в составе которого дебютировал в начале 1950-х годов на профессиональном уровне. В 1954 году также играл за «Мисьонес» вместе с Атилио Гарсией. В начале 1958 года перешёл в аргентинскую «Боку Хуниорс». За эту команду провёл два матча в розыгрыше Кубка Швеции, который являлся прототипом будущего Кубка Аргентины. Во второй половине того же года вернулся на родину.
В 1959 году Крешо стал игроком «Пеньяроля», с которым выиграл три подряд чемпионата Уругвая. В первом розыгрыше Кубка Либертадорес в 1960 году Юпитер Крешо провёл две игры — третий (дополнительный) полуфинальный матч с аргентинским «Сан-Лоренсо де Альмагро» и первую финальную игру с парагвайской «Олимпией».
В полуфинале Крешо вышел на замену на 45 минуте вместо Оскара Лейхта и на 89 минуте отдал результативную передачу Альберто Спенсеру, забившему свой второй мяч в игре. Таким образом, «Пеньяроль» выиграл со счётом 2:1 и вышел в финал турнира. В связи с тем, что в этой же игре на 66 минуте был удалён Хосе Гриекко, Крешо вышел в основе на первый финал с «Олимпией», завершившийся победой уругвайской команды 1:0. Во второй игре Гриекко вернулся в стартовый состав, «Пеньяроль» сыграл в Асунсьоне вничью 1:1 и стал первым обладателем трофея.
В 1961 году Крешо вместе с «Пеньяролем» стал обладателем Межконтинентального кубка. Он был в заявке на матчи с португальской «Бенфикой», но на поле не появлялся.
После ухода из «Пеньяроля» Крешо выступал за другие клубы из Монтевидео — «Ливерпуль», «Уондерерс» и «Суд Америку». C «Суд Америкой» в 1964 году принял участие во втором розыгрыше чемпионата Южной Америки для клубов вторых дивизионов («Суд Америка» была чемпионом Второго дивизиона Уругвая 1963 года).

## Титулы и достижения
- Чемпион Уругвая (3): 1959, 1960, 1961
- Обладатель Кубка Либертадорес (2): 1960, 1961 (не играл)
- Обладатель Межконтинентального кубка (1): 1961 (не играл)